# Kurkarte

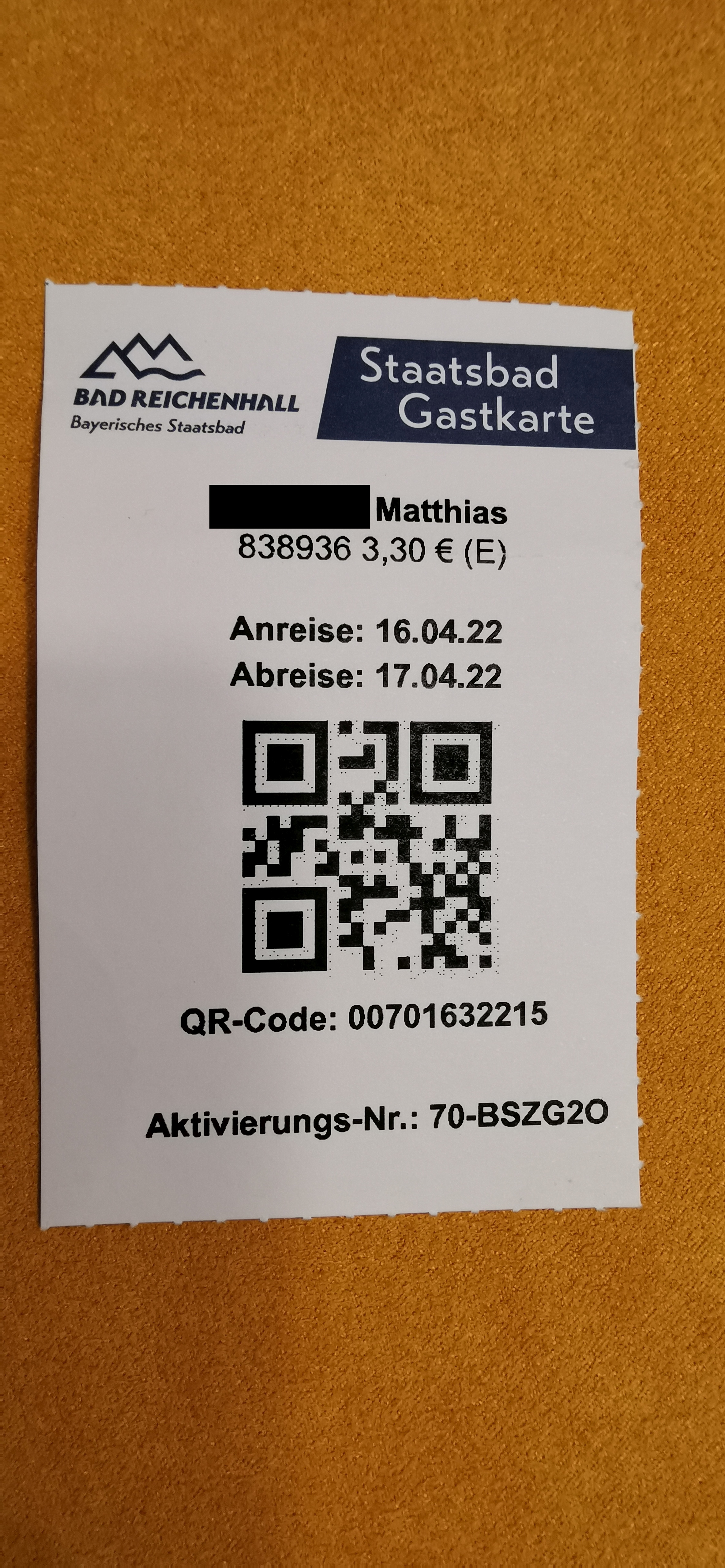
Moderne Gastkarte aus dem Jahre 2022 aus Bad Reichenhall

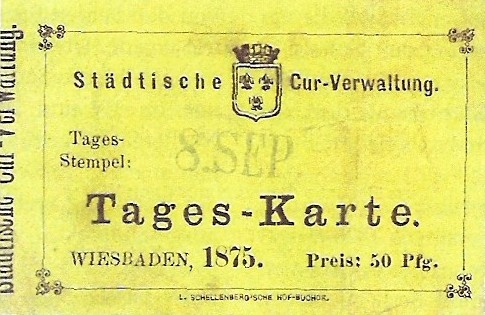
Historische Kurkarte aus dem Jahre 1875 aus Wiesbaden

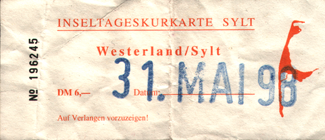
Tageskurkarte der Gemeinde Westerland/Sylt von 1998

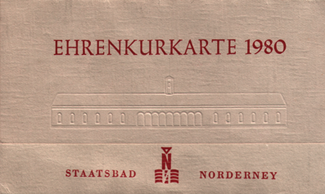
Ehrenkurkarte des Nordseeheilbades Norderney von 1980

Eine Kurkarte ist ein Berechtigungsausweis für ein bestimmtes Kurgebiet innerhalb eines Kurorts. Es kann als direkte Eintrittskarte für Einrichtungen und Veranstaltungen dienen oder Vergünstigungen dafür ermöglichen. In der Regel ist die Kurkarte aus bedrucktem Papier oder Karton hergestellt und mit Tagesstempeln oder sonstigen Merkmalen versehenen. Die Gebühr für die Kurkarte wird als Kurtaxe bezeichnet. Im 21. Jahrhundert bürgerte sich zunehmend der Begriff Gästekarte oder Gastkarte ein.

## Funktionen
Eine Kurkarte berechtigt den Kurkarteninhaber auch zur Teilnahme an einer ansonsten zugangsbeschränkten Veranstaltung, zum Beispiel einem Kurkonzert oder zum Besuch bewachter Badestrände. Kurkarten haben daher eine kontrollierende und begrenzende Funktion und setzen ein grundlegendes Prinzip, das der Kompartimentierung, um.
Moderne Kurkarten besitzen oft weitere technische Merkmale, beispielsweise einen Magnetstreifen, einen integrierten Chip oder einen maschinenlesbaren Strichcode, um den technischen Lesevorgang zu beschleunigen. Sie werden über moderne E-Ticket-Verfahren, inzwischen auch mit Hilfe des Internets hergestellt, verkauft und verbreitet. Einige Open-Source-Projekte arbeiten daran.

## Servicecard, Kartenpflicht und Problematik einer Zwangsabgabe
Um generell alle ortsfremde Personen im Kurgebiet der Pflicht zum Erwerb einer Kurkarte zu unterwerfen, arbeitet beispielsweise das niedersächsische Nordseeheilbad Norderney seit 1998 mit der naturgemäß ein Monopol für die Überfahrt habenden Reederei Norden-Frisia zusammen. Mit Erwerb eines Fährtickets müssen diese – unabhängig von der Inanspruchnahme der Kureinrichtungen – eine so genannte Servicecard (vormals Kurkarte) erwerben, ohne deren Bezahlung die Insel nicht verlassen werden kann. Die üblicherweise hoheitliche Aufgabe, derartige öffentlich-rechtliche Abgaben wie die Vereinnahmung von Kurtaxen zu kontrollieren, wurde hier auf einen privaten Träger übertragen und gleichzeitig eine für deutsche Kurorte bislang nicht bekannte Zwangsabgabe definiert. An der schleswig-holsteinischen Ostseeküste gibt es in 18 Orten die „ostseecard“, die als Kurkarte dient und neben vielen regionalen Vergünstigungen und Rabatten auch kostenlosen Strandzugang bei den kurtaxepflichtigen Stränden und teilweise Preisnachlass bei Nutzung des ÖPNV bietet.

## Kostenlose Nutzung des öffentlichen Nahverkehrs
In mehreren Ferienregionen und Orten ermöglichen Kurkarten den Gästen die kostenlose Nutzung des öffentlichen Nahverkehrs. Hierbei wird ein Teil des Kurbeitrages als Ausgleich für entgangene Fahrgeldeinnahmen verwendet.
Flächendeckende Maßnahmen dieser Art sind in Deutschland KONUS im Schwarzwald, die AlbCard auf der Schwäbischen Alb, GUTi im Nationalpark Bayerischer Wald, die VHB-Gästekarte am Bodensee, die Sauerland-Card und seit 2011 die Gästekarte im Landkreis Cochem-Zell.
In Österreich bestehen mit der Neusiedler See Card und der Lechtal Aktiv Card ähnliche Konzepte. Im Land Salzburg zahlen Touristen ab Mai 2025 einen Mobilitätsbeitrag von zunächst 50 Cent pro Tag (ab Mai 2027 1,10 Euro/Tag) und können dafür alle öffentlichen Verkehrsmittel im Bundesland gratis nutzen.
Daneben gibt es in vielen Orten einzelne kostenlose touristisch ausgerichtete Buslinien.